# Maillet (Indre)
Maillet – miejscowość i gmina we Francji, w Regionie Centralnym, w departamencie Indre.
Według danych na rok 1990 gminę zamieszkiwało 261 osób, a gęstość zaludnienia wynosiła 10 osób/km² (wśród 1842 gmin Regionu Centralnego Maillet plasuje się na 880. miejscu pod względem liczby ludności, natomiast pod względem powierzchni na miejscu 455.).